# Białystok

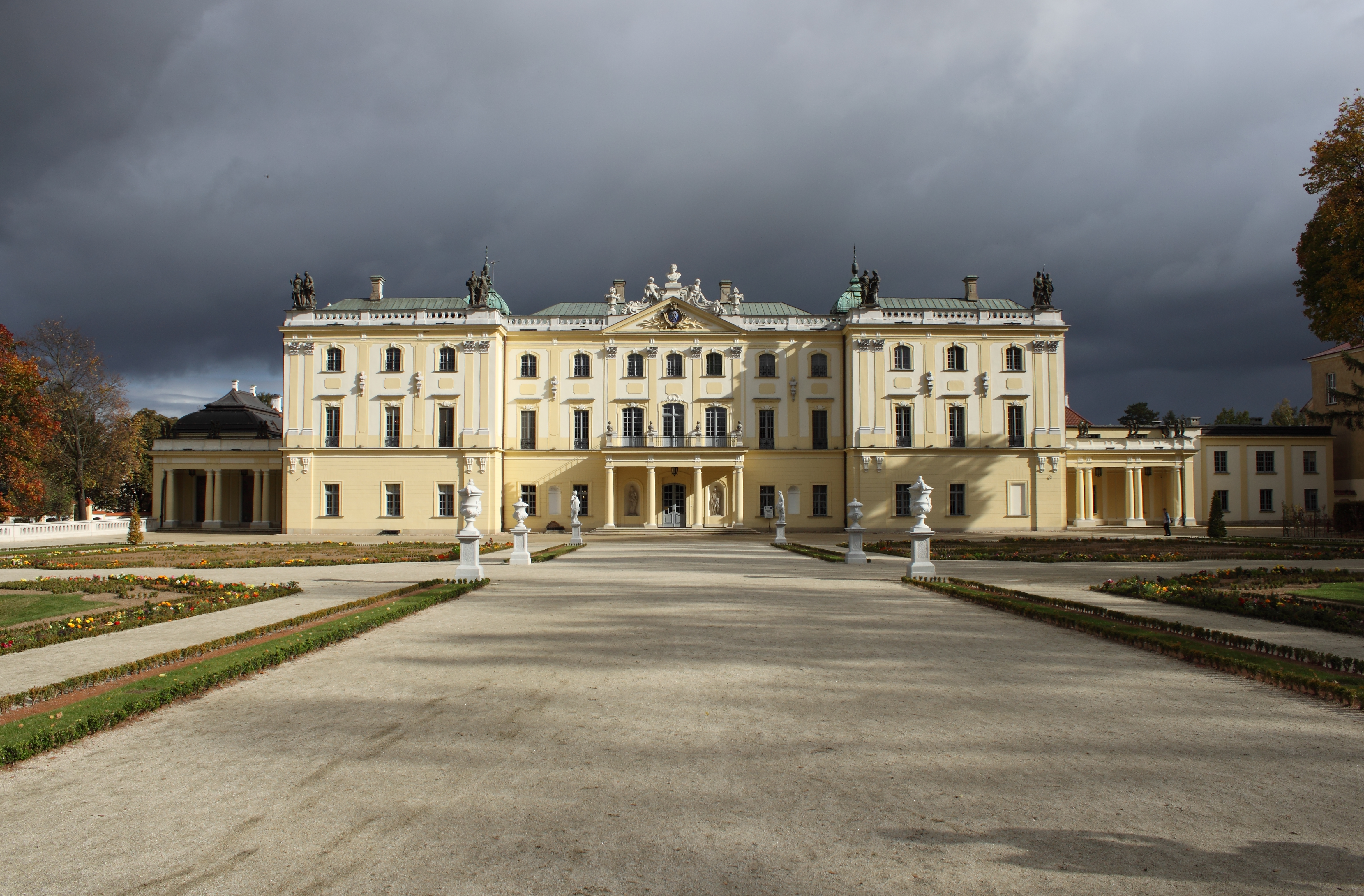
Palau Branicki

Białystok (en polonès: Białystok; en belarús: (grafia llatina) Biełastok, (grafia ciríl·lica) Беласток, "Pendent blanc") és la principal ciutat i capital històrica del voivodat (regió) de Podlàquia, a Polònia, i deu el seu nom al riu que la travessa, el (Biala).
Amb una població d'uns 295.000 habitants, està situada al nord-est del país i a uns 60 km de la frontera amb Belarús, de la qual va ser considerada part durant molt temps. Gaudeix d'un clima continental amb hiverns frígids i amb poca humitat, i estius igualment secs i amb temperatures altes. Culturalment, està influenciada no només per la religió catòlica, que és la confessió majoritària, sinó també per l'Església Ortodoxa, que professa majoritàriament la minoria belarussa.
Seu d'empreses tèxtils, fou fundada en el segle xiv; des del XVII va pertànyer a la família Branicki. A l'època de la tercera divisió de Polònia, fou adjudicada a Prússia pel tractat de Tilsitt. Fou quasi íntegrament destruïda en la Segona Guerra Mundial. No es conserven monuments anteriors al segle xviii.

## Edificis importants
La plaça del Mercat, d'estructura triangular, acull el Dawny Ratusz (1745-1761), avui és la seu del Muzeum Podlaskie, dedicat a l'arqueologia, etnologia, arts aplicades, pintura polonesa i icones.
Al carrer Lipowa hi ha la Cerkiew Sw. Mikolaja (església ortodoxa de Sant Nicolau; 1843-1846); els frescos que revesteixen el seu interior són del 1910 i són còpia dels de la catedral de Kíev. A la mateixa plaça s'hi pot veure la Katedra Wniebowziecia (l'Assumpció), edifici de maó vermell realitzat en estil neogòtic (1900-1905). Al seu costat s'hi troba l'església parroquial, Kosciol Farny', de 1617-1621, amb portada renaixentista i ornamentació del barroc tardà.
El Palau Branickich situat a prop dels anteriors i a la vora del riu, és l'edifici més important de la ciutat. Entre els segles XV i XVI es construí en aquest mateix lloc un petit castell gòtic. A principis del segle xvii es portà a fi una primera remodelació d'estil barroc; a finals del segle Tylman von Gameren construí el cos central i projectà el bell jardí d'estil italià; entre 1728 i 1755 l'arquitecte Johann Sigismund Deibel afegí tres plantes al cos central i construí les dues elegants ales laterals. Tot el palau es cremà el 1944. En l'actualitat, l'anomenat Versalles de Podlaquia acull la seu de l'Acadèmia de Medicina i la Universitat de Białystok.

Petita casa de Napoleó Bonaparte a Białystok, carreró Joan Pau II, el 62
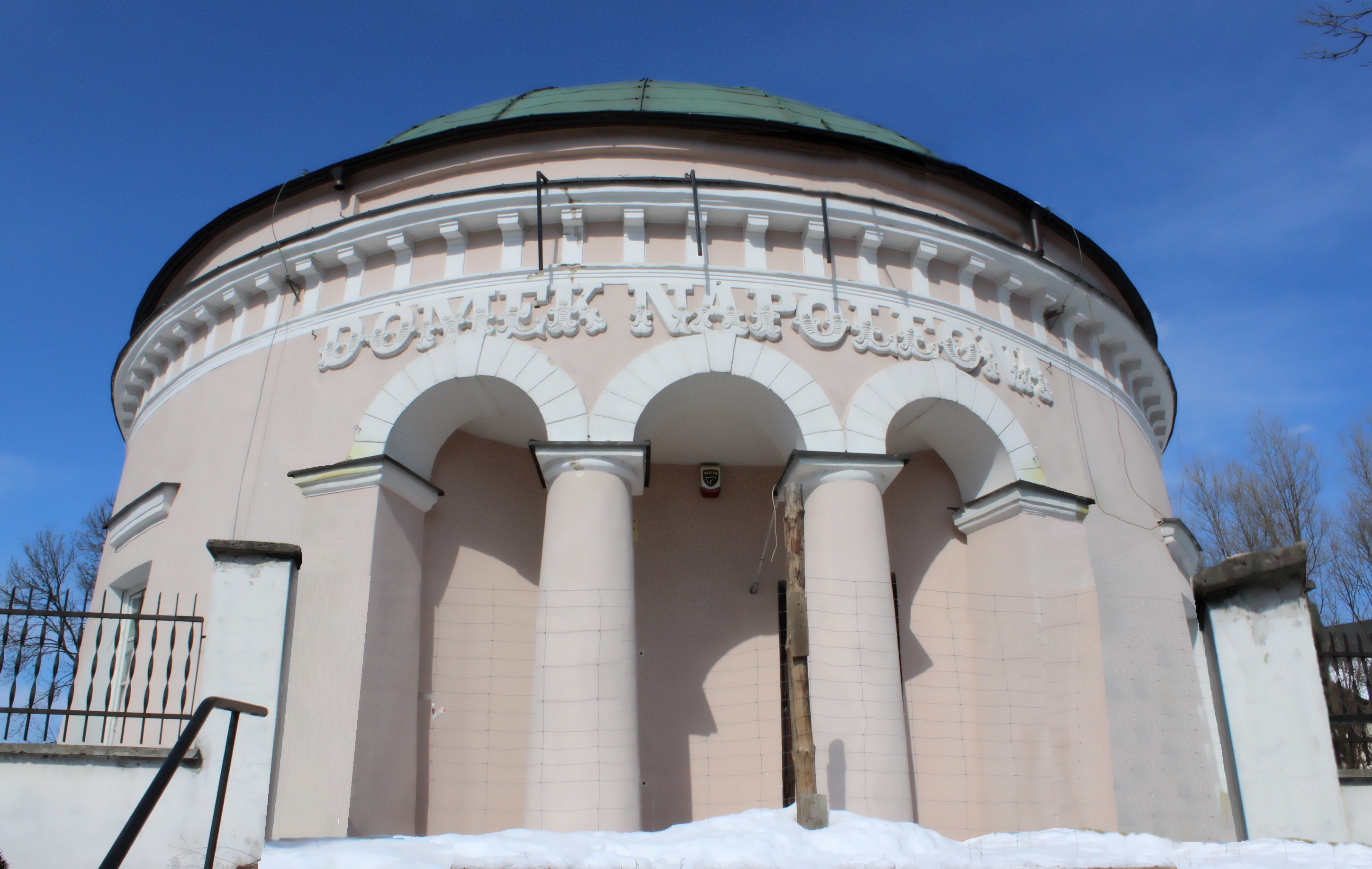
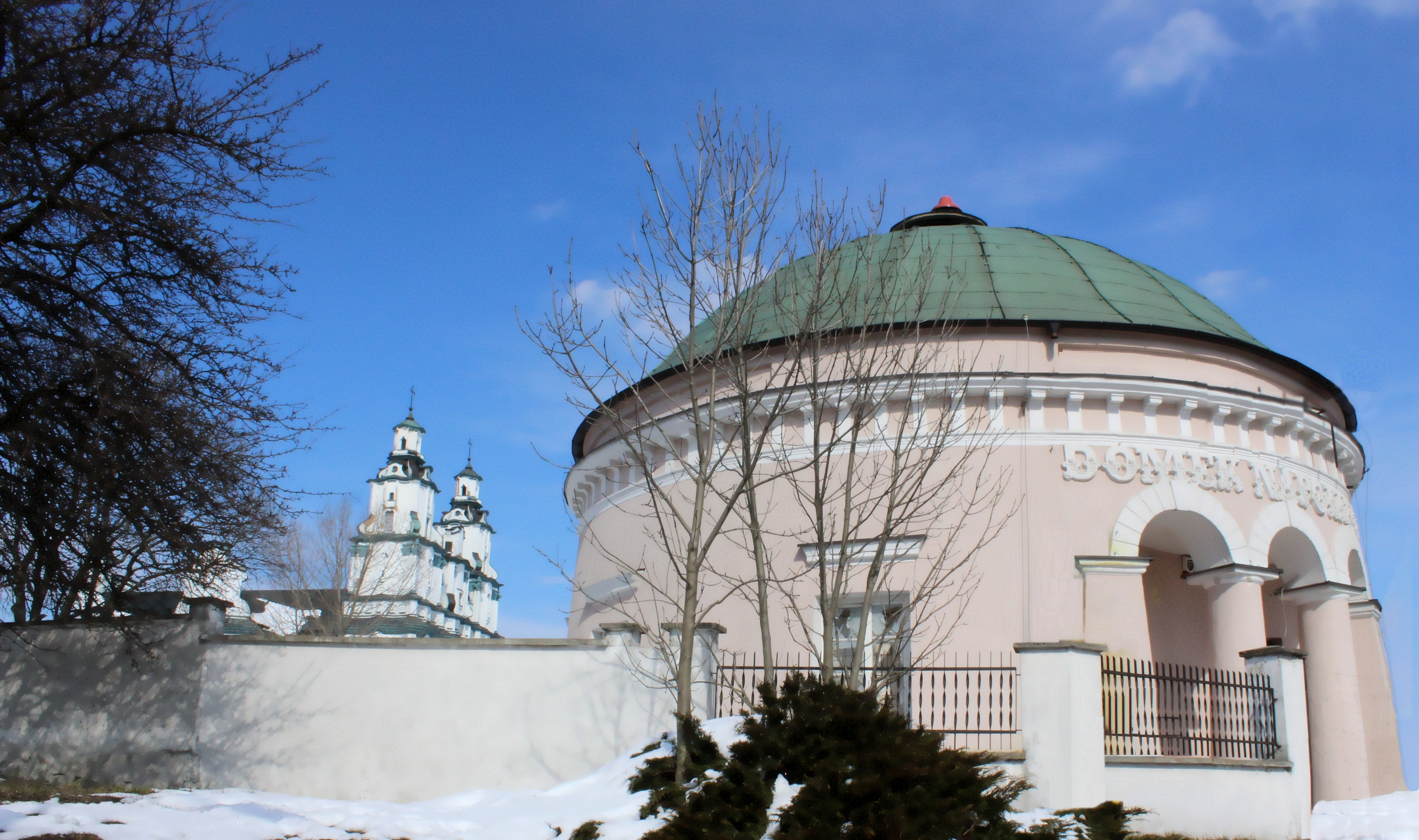
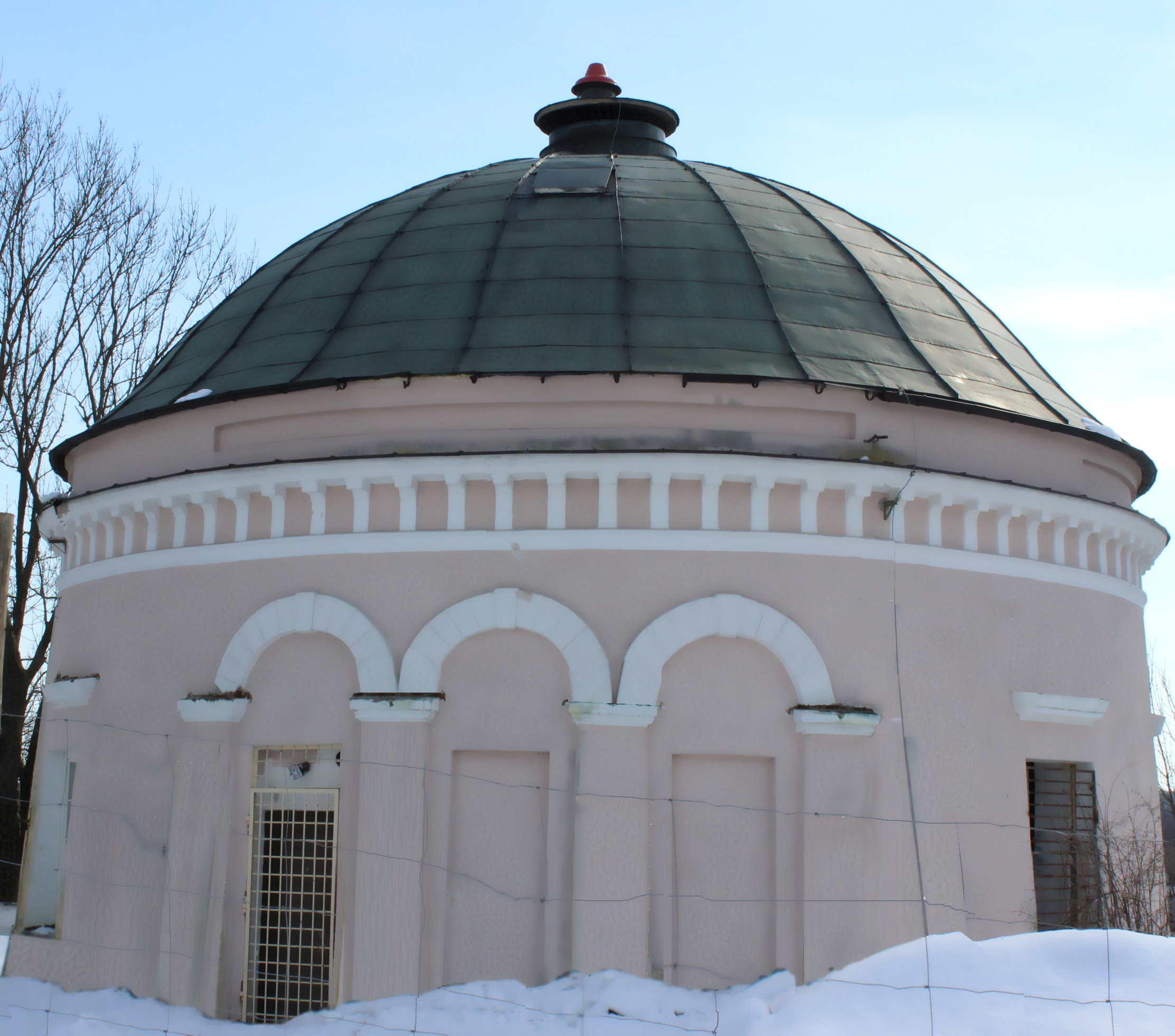

## Província
Com a antiga província polonesa, restava unida a Rússia pel tractat de Tilsitt (1807), en el districte de Grodno. Està coberta de boscos immensos. Té una superfície de 2.904 km.² i la seva població uns 403.000 habitants.

## Esports
El Jagiellonia Białystok és un club de futbol polonès de la ciutat de Białystok

## Personatges il·lustres
Hi va néixer l'inventor de l'esperanto Leyvi Leyzer Zamengov (1859-1917), el descobridor de la vacuna contra la poliomielitis Albert Sabin (1906-1993) i la soprano Rosa Burschtein (1893-1963).